# ورد صغير الأوراق
ورد صغير الأوراق (الاسم العلمي:Rosa foliolosa) هو نوع من النباتات يتبع جنس الورد من الفصيلة الوردية.